# Iamamiwhoami
iamamiwhoami é um projeto de música experimental e multimídia iniciado pela cantora sueca Jonna Lee e co-produzida por Claes Björklund. O primeiro videoclipe foi lançado em 4 de dezembro de 2009, e vários outros foram sendo lançados pelo canal do YouTube pertencente ao projeto, mantendo também a disponibilidade de downloads digitais on-lines. Foram realizados dois shows pelo website, chamados To Whom it May Concern.
O projeto ganhou o Grammy Award sueco em 2011 na categoria de "Inovador do Ano" (Årets Innovatör)  e foi nomeado no MTV O Music Awards também na categoria "Artista Inovador", porém perdeu para Lady Gaga. Em entrevista à revista The Guardian publicada em agosto de 2012, Lee definiu iamamiwhoami como uma 'entidade' multimídia - uma que, ao seu lado o produtor musical Claes Björklund, inclui diretores, designers e amigos próximos." Ela descreveu o processo de criação do primeiro álbum, kin como "nove meses de trabalho duro" e que "sempre será [seu] bebê." 

## Música

### 2009-2011: início, preludes, bounty e estreia ao vivo
Os dois primeiros videoclipes foram enviados ao YouTube em 4 de dezembro de 2009, e foram também encaminhados a partir de uma conta de e-mail anônimo para vários jornalistas e blogs musicais. O projeto logo inicialmente recebeu críticas positivas, com revisões céticas e muitos sites pedindo aos leitores que adivinhassem a identidade das mulheres loiras nos clipes. O projeto continuou com uma série de vários vídeos curtos, cada um deles exibindo um código numérico como parte de seu título. Quando indexado ao alfabeto, estes códigos soletravam palavras como "educação", "eu sou", "seu eu", "Mandrágora", "officinarum", e "Welcome Home". Mandragora officinarum refere-se à raiz de mandrágora, que quando fresco ou seco pode causar alucinação.
Logo de início, especulou-se que iamamiwhoami fosse um projeto de vários artistas famosos, como Lady Gaga, Goldfrapp, Björk, The Knife, Trent Reznor e Christina Aguilera. Porém, com o lançamento das canções "b" e "o", logo os fãs descobriram que a identidade da vocalista, que nos vídeos era visualmente distorcida, pertencia a Jonna Lee. No entanto, já tinha sido comentado pela gestão anterior de equipe de Lee que "se ela estivesse envolvida nisso, eles não tinham conhecimento de tal." Apesar disso, sua participação no projeto foi finalmente confirmada com o lançamento do vídeo de "t", em que seu rosto foi totalmente revelado sem qualquer maquiagem ou distorção para esconder sua identidade. De acordo com rraurl.com e MTV Brasil, "o" foi dirigido por Viktor Kumlin, que também é o diretor do vídeo de Lee para a música "Something So Quiet". iamamiwhoami teve sua primeira canção e vídeos completos com o lançamento de "b", em 14 de março de 2010. Como os sete vídeos com títulos sendo apenas uma única letra foram sendo lançados lentamente, foi percebido pelos fãs que oa vídeos reunidos soletravam a palavra "bounty", que quer dizer "graça". E os vídeos foram listados na playlist "bounty" no YouTube.
No Grammy sueco, que ocorreu em janeiro de 2011, iamamiwhoami venceu na estreante categoria "Inovação do Ano" (Årets Innovatör). Uma mulher anônima (chamada de Lady Key pelos fãs, por usar um colar com uma chave) recebeu o prêmio em seu nome e entregou ao orador um envelope com a inscrição To whom it may concern gravado a frente. Foi revelado que o conteúdo era um pedaço de papel vazio. Antes de deixar o palco, a mulher disse que um obrigado era tudo que poderia dizer. iamamiwhoami também foi nomeada na categoria "inovação do ano" no MTV O Awards, cujos indicados incluíam Lady Gaga, Kanye West, Radiohead e Tyler, The creator, mas o prêmio acabou indo para Lady Gaga. iamamiwhoami foi nomeado novamente para o MTV O Awards de outubro de 2011, desta vez na categoria de "Melhor Artista surgido na Web", cujos indicados incluiam Kina Grannis, Lovett, MNDR, Odd Future e The Weekend. Dessa vez, o prêmio acabou indo para Grannis.
Em agosto de 2011, iamamiwhoami fez seu primeiro show ao vivo no Way Out West Festival em Gotemburgo, Suécia. Depois de uma longa ausência, ela lançou as canções "; john" e "clump", que se revelaram partes do trabalho "bounty."  Como uma conclusão para a série Bounty, a Bullett Media apresentou um artigo de entrevista com iamamiwhoami para a sua Edição Inverno 2011 intitulada "Segredos." O artigo também incluiu imagens promocionais de iamamiwhoami e elementos similares aos vídeos de "; jhon" e "t".

### 2012:kin
Em fevereiro de 2012, o canal do YouTube mais uma vez voltou a ser ativo com a postagem do vídeo "kin 20120611," o qual foi enviado a blogs musicais da mesmo maneira como feito nos primeiros lançamentos. Muitos especularam sobre a data do vídeo ser 11 de junho de 2012. No mesmo ano, iamamiwhoami revelou que assinara com a Co-Operative Music, um grupo de selos independentes. A Co-Operative Music Italy postou em seu Twitter que seria gravado o primeiro álbum audiovisual de iamamiwhoami, intitulado kin, para ser lançado a 11 de junho de 2012. Cada música do álbum foi lançada digitalmente e em forma de vídeo, antes da liberação do álbum em si, o que contém nove faixas.
Em 2011, em preparação ao lançamento de kin, iamamiwhoami foi gerida pela London-based D.E.F. Artist Management. Outros artistas incluem sua lista, como Fever Ray, The Knife, Robyn, Moby, Röyksopp, e outros artistas suecos.

### 2014:BLUE
Em 21 de Janeiro, depois de um tempo sem conteúdo novo, a conta do youtube publicou o vídeo "fountain", porém sem mais. Alguns meses depois outro video foi liberado desta vez chamado "hunting for pearls, então deu-se a entender que uma nova era esta prestes a começar, deixando os fãs intrigados, em um dos videoclipes iamamiwhoami aparece com o cubo da era passada "kin" fugindo sobre a neve sendo perseguido até então pelos homens sem nomes cuja aparência é preta, "sem face". Logo mais o video "Vista" foi publicado também pela conta. Ao final de cada vídeo surgia a palavra "GENERATE" que era uma arrecadação financeira para o projeto. Alguns meses depois o nome do novo álbum audiovisual foi anunciado "BLUE", seguido da tracklist onde os videos anteriores estariam inclusos e em seguida, o trailer do álbum também foi anunciado junto com sua data Oficial 10 de Novembro de 2014  iamamiwhoami; BLUE. new album released 20141110. 
Composto por 11 capítulos conectados por sua narrativa, BLUE descreve a evolução do próprio projeto visto a partir dos olhos da artista Jonna Lee em relação aos seus seguidores. Lee descreve: "É um reflexo de nós termos um pé no mundo físico e a cabeça em água." O tema da água é uma constante no filme audiovisual BLUE. 

### 2017-present: Projeto Ionnalee & Be Here Soon
Em 24 de fevereiro de 2017, Lee anunciou o lançamento do seu primeiro single com outro nome artístico - ionnalee. "Samaritan" foi lançada dia 10 de março daquele ano, junto com a abertura de mídias sociais para promover o novo projeto. Quando perguntada sobre o futuro de iamamiwhoami, Lee disse que "os dois projetos não vão ocorrer simultaneamente". 
Em 2018, a artista lançou o álbum Everyone Afraid to Be Forgotten.
Em 2019, a artista lançou o álbum Remember the Future.
Em 31 de março de 2022, Lee anunciou o retorno do projeto iamamiwhoami, Be Here Soon. O primeiro episódio do álbum, "Don't Wait For Me", foi lançado no mesmo dia. O álbum foi lançado em 03 de junho de 2022.
Em 2024, a artista lançará o álbum Close Your Eyes / Blund, com versão inglês e sueca.

## Prêmios e indicações
| Ano  | Premiação          | Categoria                               | Resultado |
| ---- | ------------------ | --------------------------------------- | --------- |
| 2011 | Grammy             | Årets innovatör (Innovator of the Year) | Venceu    |
| 2011 | MTV O Music Awards | Innovative Artist                       | Indicado  |
| 2011 | MTV O Music Awards | Best Web-Born Artist                    | Indicado  |
| 2012 | BBC Radio 6 Music  | Best Tease of the Past 12 Months        | Venceu    |
| 2012 | MTV O Music Awards | Digital Genius                          | Venceu    |

## Discografia
- bounty (2010)
- kin (2012)
- BLUE (2014)
- Be Here Soon (2022)

## Videografia
| Título                                                | Datas de lançamentos                            | Datas de lançamentos    | Lançamentos relacionados | Lançamentos relacionados                   |
| Título                                                | Video streaming[A]                              | Download Digital        | Transmissão | Download Digital                           |
| ----------------------------------------------------- | ----------------------------------------------- | ----------------------- | --- | ------------------------------------------ |
| "Prelude 699130082.451322-5.4.21.3.1.20.9.15.14.1.12" | 4 de dezembro de 2009 31 de janeiro de 2010[B]  | —                       | — | —                                          |
| "9.1.13.669321018"                                    | 7 de janeiro de 2010 1 de fevereiro de 2010[B]  | —                       | — | —                                          |
| "9.20.19.13.5.723378"                                 | 25 de janeiro de 2010 1 de fevereiro de 2010[B] | —                       | — | —                                          |
| "13.1.14.4.18.1.7.15.18.1.1110"                       | 10 de fevereiro de 2010                         | —                       | — | —                                          |
| "15.6.6.9.3.9.14.1.18.21.13.56155"                    | 22 de fevereiro de 2010                         | —                       | — | —                                          |
| "23.5.12.3.15.13.5–8.15.13.5.3383"                    | 1 de março de 2010                              | —                       | "o" | 11 de abril de 2010                        |
| "b"                                                   | 14 de março de 2010                             | 15 de março de 2010     | Tara Busch remix | 19 de abril de 2010                        |
| "o"                                                   | 12 de abril de 2010                             | 11 de abril de 2010     | Adrian Lux remix | 29 de abril de 2010                        |
| "u-1"                                                 | 3 de maio de 2010                               | 3 de maio de 2010       | - The Blacksmoke Organisation remix - Khonnor remix                                                                             | - 9 de julho de 2010 - 16 de julho de 2010 |
| "u-2"                                                 | 7 de maio de 2010                               | 7 de maio de 2010       | - The Blacksmoke Organisation remix - Khonnor remix                                                                             | - 9 de julho de 2010 - 16 de julho de 2010 |
| "n"                                                   | 2 de junho de 2010                              | 3 de junho de 2010      | Eineinmeier remix | 25 de junho de 2010                        |
| "t"                                                   | 30 de junho de 2010                             | 30 de junho de 2010     | Tele Tele remix | 24 de setembro de 2010                     |
| "y"                                                   | 4 de agosto de 2010                             | 5 de agosto de 2010     | Zoo Brazil remix | 3 de novembro de 2010                      |
| "20101001"                                            | 1 de outubro de 2010[C]                         | —                       | — | —                                          |
| "20101104"                                            | 3 de novembro de 2010                           | —                       | IN CONCERT; "." | 4 de dezembro de 2010                      |
| IN CONCERT                                            | 16 de novembro de 2010[D]                       | 4 de dezembro de 2010   | - IN CONCERT; "B" - IN CONCERT; "T" - IN CONCERT; "N" - IN CONCERT; "O" - IN CONCERT; "U-2" - IN CONCERT; "Y" - IN CONCERT; "." | 4 de dezembro de 2010                      |
| "; john"                                              | 15 de maio de 2011                              | 16 de maio de 2011      | "+46 702 888 037"[E] | —                                          |
| "clump"                                               | 31 de julho de 2011                             | 1 de agosto de 2011     | — | —                                          |
| "kin 20120611"                                        | 1 de fevereiro de 2012                          | —                       | — | —                                          |
| "sever"                                               | 14 de fevereiro de 2012                         | 15 de fevereiro de 2012 | — | —                                          |
| "drops"                                               | 28 de fevereiro de 2012                         | 29 de fevereiro de 2012 | — | —                                          |
| "good worker"                                         | 13 de março de 2012                             | 14 de março de 2012     | — | —                                          |
| "play"                                                | 27 de março de 2012                             | 28 de março de 2012     | — | —                                          |
| "in due order"                                        | 10 de abril de 2012                             | 11 de abril de 2012     | — | —                                          |
| "idle talk"                                           | 24 de abril de 2012                             | 25 de abril de 2012     | — | —                                          |
| "rascal"                                              | 8 de maio de 2012                               | 9 de maio de 2012       | — | —                                          |
| "kill"                                                | 22 de maio de 2012                              | 23 de maio de 2012      | — | —                                          |
| "goods"                                               | 5 de junho de 2012                              | 6 de junho de 2012      | — | —                                          |
| kin                                                   | —                                               | 11 de junho de 2012     | — | —                                          |
| "fountain"                                            | 22 de janeiro de 2014                           | 22 de janeiro de 2014   | — | —                                          |
| "hunting for pearls"                                  | 25 de fevereiro de 2014                         | 25 de fevereiro de 2014 | — | —                                          |
| "vista"                                               | 28 de abril de 2014                             | 28 de abril de 2014     | — | —                                          |
| "tap your glass"                                      | 4 de agosto de 2014                             | 4 de agosto de 2014     | — | —                                          |
| "blue blue"                                           | 5 de setembro de 2014                           | 5 de setembro de 2014   | — | —                                          |
| "thin"                                                | 2 de outubro de 2014                            | 1 de outubro de 2014    | — | —                                          |
| "chasing kites"                                       | 2 de outubro de 2014                            | 1 de outubro de 2014    | — | —                                          |
| BLUE                                                  | —                                               | 10 de novembro de 2014  | — | —                                          |
| "ripple"                                              | 18 de novembro de 2014                          | 10 de novembro de 2014  | — | —                                          |
| "the last dancer"                                     |                                                 | 10 de novembro de 2014  | — | —                                          |
| "shadowshow"                                          |                                                 | 10 de novembro de 2014  | — | —                                          |
| "don't wait for me"                                   | 31 de março de 2022                             | -                       | — | —                                          |
| "canyon (with Lars Winnerbäck)"                       | 7 de abril de 2022                              | -                       | — | —                                          |
| "zeven"                                               | 14 de abril de 2022                             | -                       | — | —                                          |
| "i tenacious"                                         | 21 de abril de 2022                             | -                       | — | —                                          |
| "changes"                                             | 28 de abril de 2022                             | -                       | — | —                                          |
| "flying or falling"                                   | 5 de maio de 2022                               | -                       | — | —                                          |
| "a thousand years"                                    | 12 de maio de 2022                              | -                       | — | —                                          |
| "thunder lightning"                                   | 19 de maio de 2022                              | -                       | — | —                                          |
| "call my name"                                        | 26 de maio de 2022                              | -                       | — | —                                          |
| "walking on air"                                      | 8 de julho de 2022                              | -                       | — | —                                          |

| A. ^ Todos os vídeos são do YouTube, exceto aonde indicado. B. ^ 1 2 3 Re-upload date. A versão original do vídeo foi apagada. C. ^ Este vídeo foi deletado em 16 de novembro de 2010. D. ^ Transmitido no towhomitmayconcern.cc. E. ^ Chamada transmitida. |

### Outros vídeos
- Esses vídeos não são lançamentos musicais e foram apagados em 16 de novembro de 2010.
  - "20101109"
  - "101112"
  - "101112-2"
  - "101113"
  - "101114"
  - "101115"
  - "101115-2"